# Osmaci (Federacja Bośni i Hercegowiny)
Osmaci – wieś w Bośni i Hercegowinie, w Federacji Bośni i Hercegowiny, w kantonie tuzlańskim, w gminie Kalesija. W 2013 roku pozostawała niezamieszkana.